# 綺里季
绮里季（？—？），秦朝及汉朝初年隐士、高士。商山四皓之一，与东园公、夏黄公、甪里齐名。四位因目睹经历秦朝暴政，先后结茅山林隐居。汉高祖刘邦曾屡次召见他们，都避而不至。曾参与劝谏汉高祖刘邦，使其不废太子。